# Michelle Probert
Michelle Probert, född den 17 juni 1960 i Liverpool, England, är en brittisk friidrottare inom kortdistanslöpning.
Hon tog OS-brons på 4 x 400 meter stafett vid friidrottstävlingarna 1980 i Moskva. 